# Rubén Ramírez Hidalgo
Rubén Ramírez Hidalgo (* 6. ledna 1978, Alicante, Španělsko) je současný španělský profesionální tenista. Ve své dosavadní kariéře nevyhrál na okruhu ATP World Tour žádný turnaj. Na turnajích typu Challenger zaznamenal 13 finálových vítězství (5x zvítězil ve dvouhře a 8x ve čtyřhře). Jeho nejvyšším umístěním na žebříčku ATP ve dvouhře bylo 50. místo (říjen 2006) a ve čtyřhře 70. místo (listopad 2007).

## Finálové účasti na turnajích ATP World Tour (3)

### Čtyřhra - prohry (3)
| Legenda                                                       |
| ATP International Series Gold / ATP World Tour 500 Series (0) |
| ATP International Series / ATP World Tour 250 Series (3)      |

| Č. | Datum         | Turnaj                    | Povrch | Partner         | Vítězové                        | Výsledek       |
| 1. | 4. únor 2007  | Viña del Mar, Chile       | antuka | Albert Montañés | Paul Capdeville Óscar Hernández | 4-6, 6-4, 10-6 |
| 2. | 18. únor 2007 | Costa do Sauípe, Brazílie | antuka | Albert Montañés | Lukáš Dlouhý Pavel Vízner       | 6-2, 7-6(4)    |
| 3. | 25. únor 2007 | Buenos Aires, Argentina   | antuka | Albert Montañés | Martín García Sebastián Prieto  | 6-4, 6-2       |

## Tituly na turnajích ATP Challenger Tour (13)

### Dvouhra (5)
| Č. | Datum             | Turnaj    | Povrch | Soupeř ve finále   | Výsledek          |
| 1. | 8. září, 2002     | Brašov    | antuka | Lovro Zovko        | 2-6, 6-1, 7-5     |
| 2. | 12. říjen, 2002   | Barcelona | antuka | Albert Portas      | 4-6, 6-4, 6-1     |
| 3. | 6. červenec, 2003 | Košice    | antuka | Tomáš Zíb          | 6-3, 4-6, 6-4     |
| 4. | 29. květen, 2005  | Lublaň    | antuka | Massimo Dell'Acqua | 6-7(2), 5-2 skreč |
| 5. | 20. leden, 2008   | La Serena | antuka | David Marrero      | 6-3, 6-1          |

### Čtyřhra (8)
| Č. | Datum            | Turnaj   | Povrch | Partner                 | Soupeři ve finále                      | Výsledek        |
| 1. | 12. září, 2005   | Brašov   | antuka | Salvador Navarro        | Juan Pablo Brzezicki Juan Pablo Guzmán | 6-3, 6-2        |
| 2. | 28. srpen, 2005  | Ženeva   | antuka | Santiago Ventura        | Stéphane Bohli Roman Valent            | 6-3, 7-5        |
| 3. | 8. duben, 2006   | Monza    | antuka | Tomas Tenconi           | Leonardo Azzaro Christopher Kas        | 4-6, 6-4, 13-11 |
| 4. | 3. srpen, 2008   | Temešvár | antuka | Daniel Muñoz-de la Nava | Adrian Cruciat Florin Mergea           | 3-6, 6-4, 11-9  |
| 5. | 28. září, 2008   | Bukurešť | antuka | Santiago Ventura        | Andrea Arnaboldi Máximo González       | 6-3, 5-7, 10-6  |
| 6. | 14. březen, 2009 | Rabat    | antuka | Santiago Ventura        | Michael Kohlmann Philipp Marx          | 6-4, 7-6(5)     |
| 7. | 22. březen, 2009 | Marrákeš | antuka | Santiago Ventura        | Alberto Martín Daniel Muñoz-de la Nava | 6-3, 7-6(5)     |
| 8. | 29. březen, 2009 | Barletta | antuka | Santiago Ventura        | Pablo Cuevas Luis Horna                | 7-6(1), 6-2     |

## Postavení na žebříčku ATP na konci roku

### Dvouhra
| Rok    | 1998 | 1999   | 2000   | 2001   | 2002   | 2003  | 2004   | 2005   | 2006  | 2007   | 2008   | 2009   |
| Pořadí | 625. | ▲ 377. | ▲ 349. | ▲ 152. | ▲ 145. | ▲ 80. | ▼ 133. | ▲ 116. | ▲ 56. | ▼ 131. | ▲ 118. | ▼ 157. |

### Čtyřhra
| Rok    | 1999  | 2000   | 2001   | 2002   | 2003   | 2004   | 2005   | 2006   | 2007  | 2008   | 2009  |
| Pořadí | 1277. | ▲ 474. | ▲ 464. | ▲ 314. | ▲ 197. | ▲ 186. | ▼ 234. | ▼ 249. | ▲ 70. | ▼ 107. | ▲ 81. |